# Maria Eduarda Runa
Maria Eduarda Runa é uma das personagens do romance Os Maias, de Eça de Queiroz, é a mulher de Afonso da Maia (que grande parte do romance já é viúvo), portanto avó de Carlos da Maia.
Filha do Conde de Runa. É uma personagem bastante doente, fraca e religiosa. Insiste em dar uma educação típica Portuguesa ao seu filho, Pedro da Maia, e Afonso da Maia, seu marido, não concorda mas acaba por ceder. Um tio desta personagem, um dia, julgando-se Judas, enforcou-se numa figueira. Afonso preocupa-se ao descobrir uma parecença entre seu filho Pedro da Maia e um retrato deste tio. Esta peripécia é importante uma vez que Pedro da Maia acaba por cometer suicídio também.